# Паро (робот)
Паро — терапевтический робот в виде детёныша гренландского тюленя, предназначенный для оказания успокаивающего эффекта и вызывания положительной эмоциональной реакции у пациентов больниц и домов престарелых.
Разрабатывался Таканори Сибата из японского научно-исследовательского института интеллектуальных систем «AIST», начиная с 1993 года. Впервые робот был показан публике в конце 2001 года, в 2003 году стал финалистом COMDEX, версия ручной работы вышла на рынок с 2004 года. Паро имитирует гренландских тюленей, которых Сибата наблюдал в Канаде и также записал их голоса, которые были заложены в Паро. Робот призван заменить кошек и собак, используемых в качестве домашних животных в больницах и домах престарелых.
Робот имеет тактильные сенсоры и реагирует на ласку, виляя хвостом, открывает и закрывает глаза. Он также реагирует на звуки и может отзываться на имя. Способен показать такие эмоции, как удивление, радость и гнев. Производит звуки, похожие на реальные голоса детёныша тюленя, и, в отличие от последнего, активен в течение дня и «засыпает» ночью.

## Галерея

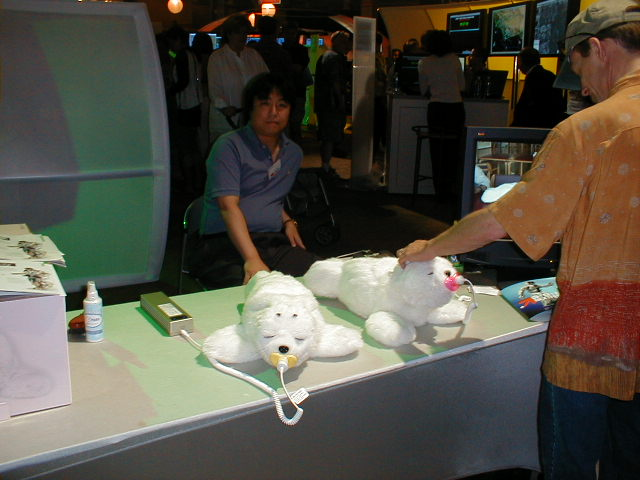
Робот Паро в виде детёныша тюленя
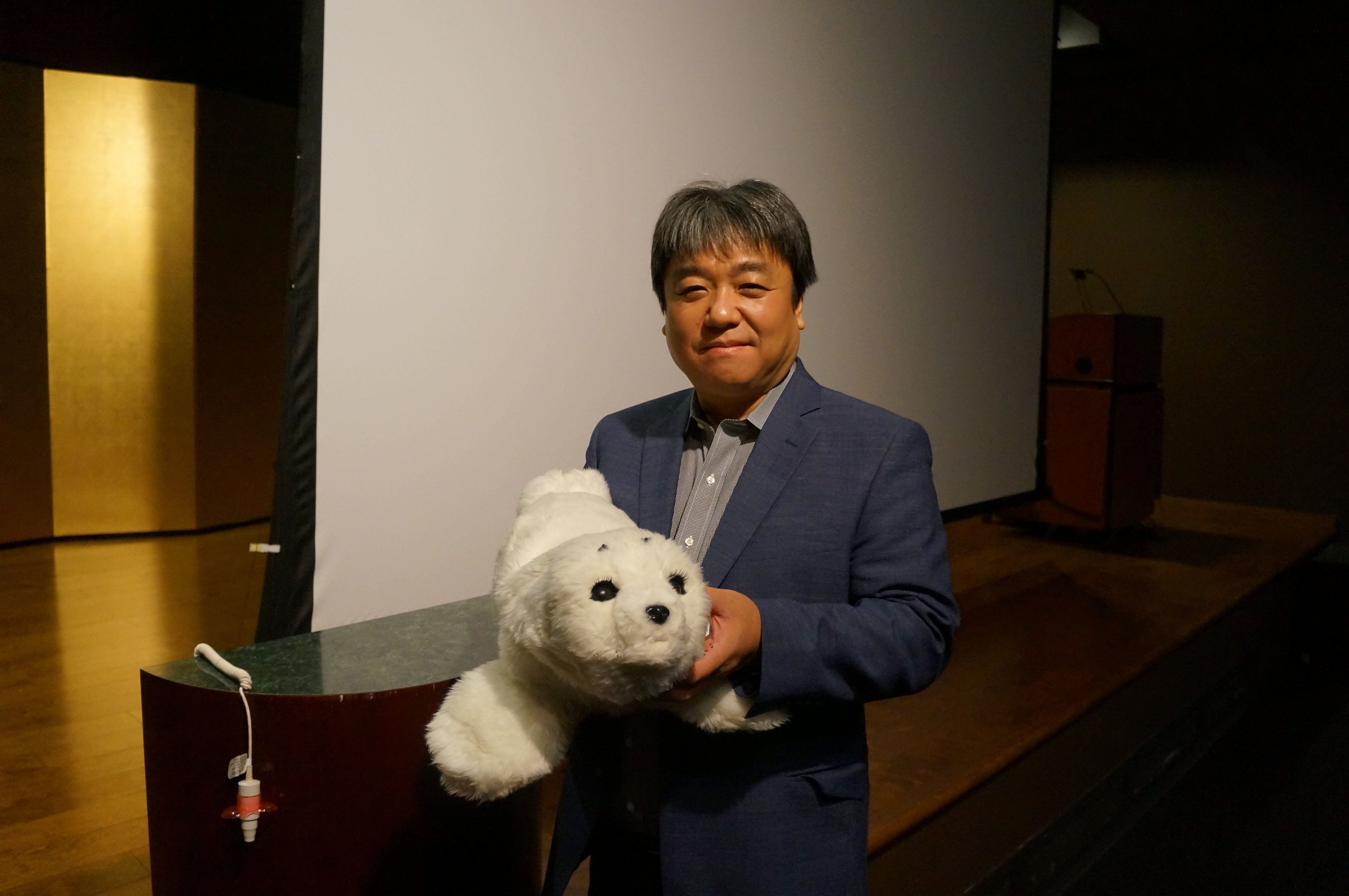
Доктор Таканори Сибата держит в руках свое творение робота Паро, 7 июня 2018 года.